# Liste de familles éteintes notoires de la noblesse française
Cette liste de familles éteintes notoires de la noblesse française rassemble les familles nobles françaises éteintes bénéficiant d'un article généalogique sur Wikipédia. 
Il est à noter que la présente liste réunit des familles qui étaient membres de la noblesse française avant la Révolution de 1789 et des familles qui ont été anoblies, confirmées nobles, ou titrées au XIXe siècle.
Les notices sont présentées sous la forme suivante : le nom de la famille noble éteinte est suivi de deux dates, la première date indiquant l'année d'extinction masculine et la seconde l'année d'extinction féminine (lorsque celle-ci est postérieure à la première). 
Quand le nom de la famille éteinte n'est suivi que d'une seule date, cette dernière est celle de l'extinction masculine et finale, l'extinction féminine étant alors antérieure (et donc non précisée). 
Si l'une des deux dates est remplacée par un point d'interrogation, cela signifie que l'une de ces deux dates d'extinction est inconnue. 
Les dates d'extinction en italique sont des dates présumées. Les dates fragiles sont assorties de deux points d'interrogation.
Les notices obéissent à des règles strictes. Les notices doivent en effet préciser la province d'origine et le principe de noblesse de chaque famille éteinte, accompagné d'une date. Toute nouvelle entrée devra comporter une source. Seuls les titres authentiques, autrement dit les titres accordés par lettres patentes, dument enregistrés, et transmis en ligne agnatique régulière, pourront figurer dans cette liste.

## Familles éteintes avant 1800
- Haut – A
- B
- C
- D
- E
- F
- G
- H
- I
- J
- K
- L
- M
- N
- O
- P
- Q
- R
- S
- T
- U
- V
- W
- X
- Y
- Z

### A
- Adhémar (d') (1559), extraction féodale (XIe siècle), comte de Grignan, Dauphiné, Provence.
- Albret (d') (1678-1692), grands féodaux, duc d'Albret, roi de Navarre, Gascogne.
- Amboise (d') (1656), seigneurs et comte d'Amboise, Touraine et Anjou.
- Angennes (d') (1752-1802) , extraction féodale vers 1304, marquis de Maintenon, de Rambouillet et de Poigny, Eure-et-Loir, Yvelines.
- Arc du Lys (d') (1562), anoblie en 1429, héros de guerre, Lorraine, Champagne, Orléanais.
- Armagnac (d') (1585), grands féodaux, comte d'Armagnac et de Rodez, duc de Nemours, Xe siècle, Gascogne et Rouergue.
- Astarac (d') (XVIe siècle), comte d'Astarac, Xe siècle, Gascogne.

### B
- Babou de la Bourdaisière (1646), anoblie au XVe siècle, comte de Sagone, Berry et Touraine.
- Beaumanoir (de) (1711-1755), ancienne exactration, marquis de Lavardin, Bretagne.
- Beauvoir de Marc (de) (XVe siècle), extraction médiévale, Viennois.
- Bégon (1753), anoblie en 1652, intendants de Marine, Blésois.
- Bellay (du) (1752), extraction féodale, marquis de Thouarcé et du Bellay (date LP ?), Anjou, Normandie.
- Bidal d'Asfeld (1793-1818), anoblie en 1715, marquis d'Asfeld, Languedoc .
- Blois (de) (1305), grands féodaux, comtes de Blois, comtes de Champagne et rois de Navarre.
- Bonne (de) (1636-1692), extraction féodale 1250, duc de Lesdiguières, Dauphiné.
- Bontemps (1766), anoblie au XVIIe siècle, Provence.
- de Bouliers (1347), extraction féodale, Piémont, Provence.
- Briçonnet (1740), extraction féodale, Touraine.

### C
- Campdavaine (de) (XIIIe siècle), ancienne extraction, Artois.
- Cerisay (de) (1477-1550), Deux-Sèvres ou Paris.
- Châtelet (du), extraction féodale, Lorraine.
- Chaumont (de) (1144), extraction féodale, Champagne.
- Coligny (de) (1694-1713), extraction féodale Xe siècle, duc de Coligny, marquis de Coligny, comte de Coligny, baron de Coligny, Bourgogne, Bresse.
- Cotentin de Tourville (de) (XVIIIe siècle), Normandie.

- Haut – A
- B
- C
- D
- E
- F
- G
- H
- I
- J
- K
- L
- M
- N
- O
- P
- Q
- R
- S
- T
- U
- V
- W
- X
- Y
- Z

### E
- Estaing (d') (1794-1826), extraction médiévale, Rouergue.
- Estouteville (d') (1556 - après 1566), extraction féodale 1080, vicomte de Roncheville (date LP ?), Haute-Normandie.

### F
- Faÿ (de) (1667-1891), extraction médiévale, Vivarais.

### G
- Genas (de) (1779-1825), agrégée à la noblesse au XVe siècle, maintenue noble en 1666, Valence (Dauphiné)[1].

### K
- Haut – A
- B
- C
- D
- E
- F
- G
- H
- I
- J
- K
- L
- M
- N
- O
- P
- Q
- R
- S
- T
- U
- V
- W
- X
- Y
- Z

### L
- La Baume Le Blanc de La Vallière (de) (1780-1812), ancienne extraction, duc de La Vallière, Bourbonnais, Touraine.
- La Ville de Mirmont (de) (1769-1923), Peyrehorade, dans le département des Landes.
- Laval (de) (1547), extraction féodale, Maine, Bretagne.
- Lusignan (de) ( - ), extraction féodale, comte de la Marche (date ?), roi de Chypre, Poitou.

### M
- Madaillan de Lesparre (de) (1750), extraction médiévale, Guyenne.
- Mauny (de) (XVIIe siècle), Bretagne et Normandie.
- Morvillier (de) (1577), anoblie en 1472, évêque d'Orléans, Blésois.

### N
- Neufville de Villeroy (de) (1794), anoblie en 1554, duc de Villeroy, Lorraine.
- Nevers (de) (1181-1193), grands féodaux, comtes de Nevers, d'Auxerre et de Vendôme.
- Nogaret de La Valette (de) (1661-?), capitoul de Toulouse XIVe siècle, 4 titres de ducs entre 1581 et 1622, pair de France, Languedoc.
- Normandie (de) (1135 - 1167), grands féodaux, duc de Normandie, roi d'Angleterre, Normandie.

### O
- Haut – A
- B
- C
- D
- E
- F
- G
- H
- I
- J
- K
- L
- M
- N
- O
- P
- Q
- R
- S
- T
- U
- V
- W
- X
- Y
- Z

### P
- Pardaillan de Gondrin (de) (1757-1799), extraction féodale (1270), duc d'Antin, Gascogne.
- Pas de Feuquières (de) (1770), marquis de Feuquières, Artois.
- Phélypeaux (1799-?), extraction, marquis de Tanlay en 1671, comte de Saint-Florentin, duc de la Vrillière en 1770, Blésois, Île-de-France.
- Plessis de Richelieu (du) (1653), ancienne extraction, duc de Richelieu, duc de Fronsac, Touraine.
- Poitiers-Valentinois (de) (1187-1548), extraction féodale, Dauphiné .
- Poligny (de) (1776), Franche-Comté.
- Preuilly (de) (1425-1474), seigneurs de Preuilly, comtes de Vendôme, Touraine.

### R
- Raguenel (1539), ancienne extraction (1427), Bretagne.
- Refuge (de) (1766), ancienne extraction, Bretagne.
- Ricard de Genouillac (1740), ancienne extraction, Quercy.
- Robertet (1603), ancienne extraction, Forez.
- Ruzé (1719), marquis d'Effiat, Touraine, nom relevé par les de Rueil.

### S
- Saint-Germain d'Apchon (de) (1795-1805), extraction féodale, marquis de Montrond, Auvergne.
- Silly (de) (1628-1635), ancienne exactration (1289), duc de La Roche-Guyon, Normandie.

### T
- Thou (de) (1746), ancienne exactration (1320), Orléanais.
- Toulouse (de) (1249-1271), grands féodaux, comte de Toulouse, Toulouse (Languedoc).
- Trencavel (1269), grands féodaux, vicomte d'Agde, Albi, Ambialet, Béziers, Carcassonne, Nîmes et du Razès, Languedoc.
- Trie (de) (1487), comte de Dammartin (date ?).

### V
- Vendôme (de) (1371-1412), grands féodaux, comtes de Vendôme, Vendômois (Orléanais).

## Familles éteintes après 1800
- Haut – A
- B
- C
- D
- E
- F
- G
- H
- I
- J
- K
- L
- M
- N
- O
- P
- Q
- R
- S
- T
- U
- V
- W
- X
- Y
- Z

### A
- Acres de L'Aigle (des) (1996 - ?), ancienne extraction (1491), marquis des Acres de L'Aigle, Basse-Normandie[b 1],[c 1], ANF-1975.
- Agrain des Ubas (d') (1828-1849), ancienne extraction, Vivarais.
- Aguesseau (d') (1826-1857), anoblie en 1594, marquis d'Aguesseau, comte d'Aguesseau et de l'Empire, Île-de-France.
- Albon (d') (2015 - ?), ancienne extraction (1288), marquis d'Albon, Lyonnais[b 1],[c 2].
- Aligre (d') (1847), anoblie en 1617, marquis d'Aligre (1777), Orléanais.
- Allonville (d') (1918), extraction chevaleresque (1370), marquis d'Allonville, marquis de Louville, Orléanais.
- Amelot, Amelot de Chaillou, Amelot de Gournay (1911-1961), anoblie en 1580, marquis de Chaillou, Orléanais.
- Aubusson (d') (1848-1904), extraction chevaleresque (887), duc de La Feuillade, comte d'Aubusson et de l'Empire, Marche.
- Aumont (d') (1888), ancienne extraction (1248), duc d'Aumont, Picardie.

### B
- Bachasson de Montalivet (1880-1920), anoblie en 1771, comte de Montalivet et de l'Empire, Dauphiné .
- Baciocchi (2009-2019), ancienne extraction (1549), prince de Piombino, de Lucques, baron de Baciocchi-Adorno, Corse.
- Balsac (de) (1886-1912), anoblie le 8 juin 1697, baron de Balsac, Rouergue.
- Barrin (1872-1874), ancienne extraction (1530), marquis du Boisgeffroy, de Fromenteau et de La Galissonnière, Bretagne.
- Beauvau-Craon (de) (1982-?), ancienne extraction (1265), prince du Saint-Empire, marquis de Beauvau-Rivaux, Anjou et Lorraine[b 2],[c 3].
- Beauvilliers (de) (1828-1869), ancienne extraction (1220), duc de Saint-Aignan, Beauce .
- Bernard de Marigny (de) (1963), ancienne extraction (1470), Normandie.
- Bernier de Pierrevert (de) (1800-1824), anoblie au XVIIIe siècle, Provence.
- Berton des Balbes de Crillon (de) (1870-1904), ancienne extraction (1409), duc de Crillon, Comtat Venaissin.
- Bésiade d'Avaray (de) (1941), ancienne extraction (1314), duc d'Avaray, Navarre.
- Béthune (de) (1924), ancienne extraction (1243), duc de Sully, d'Orval, d'Ancenis et de Chârost, marquis de Chabris, comtes de Selles, Artois.
- Bosc (du) (1847-1888), anoblie en 1406, Normandie.
- Bouchet de Sourches (du) (1845), ancienne extraction (1425), duc de Tourzel, marquis de Sourches, Maine.
- Boudet (1908-1974), noblesse d'Empire (1809 et 1810), baron Boudet et de l'Empire, Quercy.
- Boudet de Puymaigre (1940-1991), ancienne extraction (1420), comte de Puymaigre, Bourbonnais.
- Bougainville (de) (1861-1929), anoblie en 1741, comte et baron de Bougainville et de l'Empire, Picardie.
- Boulay de La Meurthe (2014-?), noblesse d'Empire (1808), comte Boulay de La Meurthe et de l'Empire, Lorraine.
- Brancas (de) (1852-1859), ancienne extraction (1312), duc de Villars-Brancas, de Lauragais et de Céreste, baron de Brancas et de l'Empire, Provence.
- Buisson de Bournazel (de) (1864-1879), ancienne extraction (1441), marquis de Bournazel, Languedoc.

### C
- Calemard de Lafayette (1901-1939), anoblie le 12 avril 1828, Velay  .
- Cambacérès (de) (1881-1932), anoblie le 6 mai 1683, duc de Parme et de Cambacérès, comte et baron de Cambacérès et de l'Empire, Languedoc.
- Cambout de Coislin (du) (1873-1923), ancienne extraction (1264), duc et marquis de Coislin, Bretagne.
- Cassini, Cassini de Thury (1849-1853), anoblie en 1673, Savoie.
- Caulaincourt (de) (1896-1914), ancienne extraction (1325), duc de Vicence, marquis de Caulaincourt, Picardie.
- Chabenat (de) (1915-1918), anoblie en 1593, Berry.
- Chalus (de) (1821), extraction chevaleresque (1302), marquis de Saint-Priest, Auvergne.
- Chambes (de), extraction chevaleresque (960), comte de Montsoreau, Angoumois.
- Chamillart (de) (1898-1929), anoblie en 1626, marquis de Courcelles et de La Suze, Île-de-France .
- Chasseloup-Laubat (de) (1968-1998), noblesse d'Empire (1808), marquis de Chasseloup-Laubat, comte de Chasseloup-Laubat et de l'Empire, Saintonge.
- Chastel (du) (1894-1902), ancienne extraction (1248), Bretagne.
- Chateaubriand (de) (2002-?), ancienne extraction (1248), vicomte de Chateaubriand, Bretagne[b 3].
- Chifflet, Chifflet d'Orchamps (1879), anoblie le 5 novembre 1552, vicomte et baron de Chifflet, Franche-Comté.
- Cléron d'Haussonville (de) (1924-1970), ancienne extraction (1397), comte de Cléron d'Haussonville et de l'Empire, Lorraine[b 4].
- Courcy (de) (1825-1864), ancienne extraction (1358), baron de Courcy, Normandie.
- Créquy (de), Créquy-Blanchefort (de) (1852), ancienne extraction (1209), marquis de Créquy, Artois.
- Croismare (de) (1902-1968), ancienne extraction (1363), Normandie.
- Custine (de) (1870-1884), ancienne extraction (1414), marquis de Custine, Lorraine.

- Haut – A
- B
- C
- D
- E
- F
- G
- H
- I
- J
- K
- L
- M
- N
- O
- P
- Q
- R
- S
- T
- U
- V
- W
- X
- Y
- Z

### D
- Davy de La Pailleterie (1895-1943), ancienne extraction (1470), Normandie.
- Doujat d'Empeaux (2002), ancienne extraction (1527), baron d'Empeaux, Paris et Toulouse.
- Duvergier de Hauranne (1914-1960), anoblie en 1722, Bayonne et Normandie.

### E
- Escoubleau de Sourdis (d') (1849-1892), ancienne extraction (1224), comte de Sourdis, Poitou.
- Esparbès de Lussan (d') (1870-1927), ancienne extraction (1150), marquis d'Esparbès de Lussan, Armagnac et Angoumois.
- Estourmel (d') (1979-?), ancienne extraction (1440), marquis d'Estourmel, Cambrésis[b 5].

### F
- Flahaut (de), Flahaut de La Billarderie (de) (1870-1895), ancienne extraction (1524), comte et baron de Flahaut de La Billarderie et de l'Empire, Picardie.
- Forbin (de) (2000-?), anoblie en 1498, marquis de Forbin, Provence[b 6].
- Fornier de Clausonne, anobli en 1774, Languedoc (Nîmes).
- Foudras (de) (1914), extraction chevaleresque (1080), marquis de Foudras, Forez, Beaujolais.
- Fouquet (1827-1845), anoblie en 1722, duc et marquis de Belle-Isle, Anjou.
- Foy (1990-?), noblesse d'Empire (1810), comte et baron Foy et de l'Empire, Picardie[b 7],[c 4].

### G
- Galliffet (de) (1979-1981), ancienne extraction (1347), marquis de Galliffet, Provence.
- Gaston de Pollier (de) (1928), anoblie en 1758, comte de Vauvineux, Rouergue .
- Gaujal (de) (1872-?), anoblie en 1768, baron de Gaujal, Rouergue.
- Gilbert de Voisins (1939), ancienne extraction (1483), Franche-Comté.
- Goddes de Varennes (de) (1896-1934), anoblie en 1587, marquis de Varennes, Anjou.
- Gravier de Vergennes (1967-1983), anoblie en 1681, marquis de Vergennes, baron Gravier de Vergennes et de l'Empire, Bourgogne.
- Grimoard de Beauvoir du Roure de Beaumont (1871-1923), marquis de Grizac, ancienne extraction (1214), Gévaudan et Viennois.
- Grolée (de) (1965-?), ancienne extraction (1180), marquis de Bressieux et de Virville, Bugey.
- Guéhéneuc de Boishue (de) (1990-?), ancienne extraction (1416), Bretagne.
- Guignard de Saint-Priest (1930), filiation 1543, comte de Saint-Priest, Dauphiné.
- Guigues de Moreton de Chabrillan (1950-1999), ancienne extraction (1306), marquis de Chabrillan, comte de Moreton de Chabrillan et de l'Empire, Dauphiné[b 8].

### H
- Hay des Nétumières (1985-?), ancienne extraction (1369), marquis de Chastelet et des Nétumières, baron des Nétumières, Bretagne[b 9].
- Hély d'Oissel (1959-1986), anoblie le 29 mai 1727, baron Hély d'Oissel et de l'Empire, Normandie.
- Hennequin (2018), anoblie en 1359, marquis d'Ecquevilly, Champagne.
- Hozier (d') (1882), preuves pour Saint-Cyr en 1688, 1721 et 1743, Provence, Île-de-France.

### J
- Jaucourt (de) (1852-1853), ancienne extraction (1226), marquis de Jaucourt, comte Jaucourt et de l'Empire, Bourgogne.
- Joly de Fleury (1866), anoblie au XVIIIe siècle, comte Joly de Fleury de Brionne et de l'Empire, Bourgogne.

### K
- Kellermann (de) (1868-1920), noblesse d'Empire (1808), duc de Valmy, Alsace.

- Haut – A
- B
- C
- D
- E
- F
- G
- H
- I
- J
- K
- L
- M
- N
- O
- P
- Q
- R
- S
- T
- U
- V
- W
- X
- Y
- Z

### L
- Laborde (de) (1977), anoblie en 1756, marquis de Méréville, comte de Laborde et de l'Empire, Béarn et Île-de-France[b 10].
- La Châtre (de), de La Châtre-Leyraud (de) (1887-?), extraction chevaleresque (1110), duc de La Châtre, baron de La Maisonfort, Berry.
- La Châtre (de) (1900-1945), noblesse d'Empire (1809), baron de La Châtre et de l'Empire, Berry.
- Laffon de Ladebat (1964-2008), anoblie en 1773, Guyenne.
- La Garde de Chambonas (de) (1927-1995), ancienne extraction (1396), marquis de Chambonas, Auvergne et Gévaudan.
- Lamoignon (de) (1845-1860), ancienne extraction (1292), marquis de Basville, Nivernais.
- Lanjuinais (1916-1971), noblesse d'Empire (1808), comte Lanjuinais et de l'Empire, Bretagne.
- La Motte-Baracé (de) (1920-1977), ancienne extraction (1235), marquis de Senonnes, Anjou.
- La Poype (de) (1851-1871), ancienne extraction (1150), comte de Saint-Jullin, baron de La Poype et de l'Empire, Dauphiné.
- Larrey (1895), noblesse d'Empire (1810), baron Larrey et de l'Empire, Bigorre.
- La Saussaye (de) (vers 1945), extraction chevaleresque (preuves acceptées en 1666), présidents de la chambre des comptes de Blois, Blésois.
- La Tour d'Auvergne (de) (1896), extraction féodale (1190), prince de Sedan, duc de Bouillon et d'Albret, Auvergne.
- La Trémoille (de) (1933-1996), extraction chevaleresque (1096), 2 princes, duc de Thouars, Poitou[b 11].
- Le Clerc de Juigné (1951-1989), extraction chevaleresque (978), marquis de Juigné, comte Le Clerc de Juigné et de l'Empire, baron de Juigné, Anjou et Maine.
- Le Conte de Nonant (1912-1926), ancienne extraction (1370), marquis de Beaumesnil et de Nonant, Normandie.
- Le Fèvre de Caumartin (1803), extraction (1540), Picardie.
- Le Loup de La Biliais (1993), anoblie en 1572, Bretagne.
- Le Prestre de Vauban (1871-1880), ancienne extraction (1388), marquis de Vauban, Nivernais.
- Le Tellier de Louvois (1844-1849), anoblie en 1574, 5 marquis, comte Le Tellier de Louvois et de l'Empire, Île-de-France (Chaville puis Paris).
- Le Veneur de Tillières (1963), ancienne extraction (1200), comte de Tillières, Normandie.
- Loménie (de) (1917), anoblie en 1637 et 1638, Limousin et Île-de-France.
- Lorraine-Guise (de) (1825), extraction chevaleresque (1070), 3 princes, 5 ducs, Lorraine.
- Ludre (de) (1979-1980), ancienne extraction (1282), marquis de Bayon, comte d'Affrique, Lorraine.

### M
- MacDonald de Tarente (1912-1939), noblesse d'Empire (1809), duc de Tarente, Champagne.
- Mareschal de Luciane (de) (1998-?), ancienne extraction (1309), marquis de Marclaz, Savoie.
- Mareste (de) (1868), ancienne extraction (1200), marquis de Centagneu, de Lucey et de Saint-Agneux, Savoie.
- Maret de Bassano (1906-1965), noblesse d'Empire (1808, 1809), duc de Bassano, comte Maret et de l'Empire, Bourgogne.
- Mathieu de La Redorte (1926), noblesse d'Empire (1810), comte Mathieu et de l'Empire, Rouergue.
- Méjanès (de) (1955-?), ancienne extraction (1486), Rouergue.
- Melun (de) (1888-1952), extraction chevaleresque (1030), Bourgogne.
- Michel de Grilleau (1995-?), ancienne extraction (1434), Bretagne.
- Molé (1855-1872), ancienne extraction (1459), comte de Champlâtreux, Champagne et Île-de-France .
- Montboissier (de) (1910), extraction chevaleresque (986), marquis de Montboissier-Beaufort-Canillac, Auvergne.
- Montmorency (de) (1878-1922), extraction chevaleresque (955), 3 princes, 5 ducs, Île-de-France.
- Montmorin de Saint-Hérem (de) (1814-1852), ancienne extraction (1062), comte de Saint-Hérem, Auvergne.
- Morlhon (de) (1897-1900), extraction féodale (1053), Rouergue.
- Motier de La Fayette (1890), extraction médiévale (1284), marquis de La Fayette, Auvergne.

### N
- Ney (1969-2005), noblesse d'Empire (1808), prince de la Moskova, duc d'Elchingen, Sarre.
- Nompère de Champagny (de) (2010-2013), extraction (1588), duc de Cadore, comte de Champagny et de l'Empire, Forez[b 12].

### O
- Osmond (d') (1904-1995), ancienne extraction (1267), marquis d'Osmond, Normandie.
- Orlier (d') (1911-1986), ancienne extraction (1344), marquis de Saint-Innocent, Savoie.

- Haut – A
- B
- C
- D
- E
- F
- G
- H
- I
- J
- K
- L
- M
- N
- O
- P
- Q
- R
- S
- T
- U
- V
- W
- X
- Y
- Z

### P
- Pestels (de) (1815-1857), ancienne extraction (1470), Auvergne et Limousin.
- Peytes de Montcabrier (de) (1975-2012), ancienne extraction (1435), comte de Peytes, Languedoc[b 13].
- Picquet (de) (1839-1883), anoblie en 1647, Bretagne.
- Pommereul (de) (1905-1942), maintenue le 1er août 1667, baron de Pommereul et de l'Empire, Normandie.
- Pons (de) (1897-1914), extraction médiévale (1160), Guyenne[2] .
- Poupart de Neuflize (1999-2010), anoblie en avril 1769, baron Poupart de Neuflize et de l'Empire, Normandie.
- Préaulx (de) (1971-?), ancienne extraction (1232), marquis de Préaulx, Touraine.
- Preissac (de), Preissac d'Esclignac (de), Preissac de Firmacon (de) (1883-1911), ancienne extraction (1295), duc d'Esclignac et de Firmacon, Gascogne.
- Puy-Montbrun (du) (1871), extraction médiévale (1267), marquis de Saint-André-Montbrun, Dauphiné.

### R
- Reiset (de) (1996-?), ancienne extraction (XIVe siècle), vicomte de Reiset, baron de Reiset et de l'Empire, Alsace.
- Rémusat (de) (1946), ancienne extraction (1442), comte de Rémusat et de l'Empire, Provence.
- Rigaud d'Aigrefeuille et de Vaudreuil (de) (1880-1900), ancienne extraction (1290), marquis de Vaudreuil, Languedoc, Québec[3].
- Rochedragon (de) (1851-1903), ancienne extraction (1408), marquis de Rochedragon, Marche.
- Rosset de Rocozels (de) (1815-1842), ancienne extraction (1025), duc de Fleury, marquis de Rocozels, Rouergue.
- Rouillé, Rouillé de Boissy, Rouillé de Coudray, Rouillé de Meslay (1866-1870), anoblie en 1597, marquis de Boissy, Bretagne.
- Rousseau de Saint-Aignan (1889), anoblie au XVIIe siècle, baron Rousseau de Saint-Aignan et de l'Empire, Bretagne.

### S
- Saint-Georges (de) (1858-1900), ancienne extraction (1281), marquis de Couhé-Vérac, Poitou.
- Savary de Lancosme, Savary de Brèves (1875-1912), ancienne extraction (1354), marquis de Jarzé et de Lancosme, comte de Brèves, Touraine.
- Scépeaux (de) (1885-1910), ancienne extraction (1250), marquis de Scépeaux, Anjou et Maine.
- Sebastiani (1921-1990), noblesse d'Empire (1809 et 1810), comte et baron Sebastiani et de l'Empire et vicomte Sebastiani, Corse.
- Semallé (de) (1982-2019), ancienne extraction (1400), Normandie et Maine[b 14],[4].

### T
- Talaru (de) (1850), ancienne extraction (1215), marquis de Talaru, Forez et Lyonnais.
- Talleyrand-Périgord (de) (1968-2003), ancienne extraction (1245), 2 princes, 5 ducs, comte et baron de Talleyrand-Périgord et de l'Empire, Périgord[b 15].
- Tascher (de), Tascher de La Pagerie (de) (1993-?), ancienne extraction (1466), duc  de Tascher de La Pagerie, comte de Tascher de La Pagerie et de l'Empire, Perche.
- Thiard (de), Thiard de Bissy (de) (1852-1879), ancienne extraction (1350), Bourgogne.
- Tillet (du) (1942-1978), anoblie le 22 avril 1484, marquis de  La Bussière, Angoumois.
- Tilly (de) (1937-1880), extraction chevaleresque (1066), marquis de Blaru, Normandie.
- Tryon (de) (1955-2007), ancienne extraction (1395), comte de Tryon de Montalembert et de l'Empire, Écosse.

### V
- Valon du Boucheron (de), Valon d'Ambrugeac (de), Valon de Saint-Hippolyte (de) (1940), ancienne extraction (1399), comte d'Ambrugeac, Quercy, Limousin et Auvergne.
- Vergier de La Rochejaquelein (du) (1897-1915), ancienne extraction (1339), Poitou.
- Vichy (de) (1945-1983), extraction féodale (1065), marquis de Vichy, Bourbonnais.
- Vignerot (de), Vignerot de Pontcourlay (de), Vignerot du Plessis de Richelieu (de) (1822-1840), ancienne extraction (1461), duc de Richelieu, de Fronsac et d'Aiguillon, Poitou.
- Vimeur (de), Vimeur de Rochambeau (de) (1868), ancienne extraction (1477), marquis de Rochambeau, Touraine et Vendômois.
- Vissec (de) (1867), extraction médiévale (1229), marquis de Ganges, Rouergue.